# Museo delle belle arti di Digione
Il Museo delle belle arti di Digione (Musée des beaux-arts de Dijon) è il principale museo dedicato alle belle arti nella città francese. È ospitato nell'ex-palazzo dei duchi di Borgogna ed ha una straordinaria collezione di oggetti e manufatti prodotti durante l'epoca d'oro del Ducato di Borgogna (tra cui le famose tombe dei duchi di Borgogna), quando era uno dei più importanti ed attivi culturalmente stati europei. Nella la ricca collezione di pitture spiccano opere di Melchior Broederlam (il primo dei primitivi fiamminghi), Robert Campin, Tiziano, Lorenzo Lotto, Veronese, Guido Reni, Georges de La Tour, Giovanni Battista Tiepolo, Jean-Baptiste Corneille, Hubert Robert, Théodore Géricault, Eugène Delacroix, Édouard Manet, Claude Monet, Alfred Sisley, Georges Braque, Georges Rouault, Nicolas de Staël, Marcelle Cahn, Gabriel Revel.
Contiene inoltre un'importante collezione egittologica.

## Opere
- Madonna col Bambino;
- Natività.